# Nihoa
23°3′38″N 161°55′19″V / 23.06056°N 161.92194°V
Skabelon:För
Nihoa (hawaiiska: [Iˈhowə]), også kendt som Bird Island eller Moku Manu, er den største og højeste af de ti øer og atoller som er den ubeboede nordvestlige del af Hawaii (NWHI).
- Wikimedia Commons har flere filer relateret til Nihoa